# Requiem (film)
Requiem är en tysk långfilm från 2006 i regi av Hans Christian Schmid.

## Handling
Michaela Klingler är en ung kvinna som lider av epilepsi. Hon börjar studera vid ett universitet men drabbas snart av ett nervöst sammanbrott. En av hennes gamla vänner från högstadiet råder henne att skaffa hjälp, vilket hon också gör. Michaela skriver in sig på ett mentalsjukhus i hopp om att bli kvitt sina problem, men istället förvärras hennes psykiska ohälsa. Hon blir alltmer övertygad om att hon är besatt av onda andar och kontaktar en präst som tror att exorcism kan hjälpa.

## Om filmen
Filmen är baserad på en sann historia. Michaela Klingler hette i verkligheten Anneliese Michel och det har gjorts två filmer om hennes liv. Den första hette The Exorcism of Emily Rose och hade premiär år 2005. Den andra heter Requiem och släpptes året därpå, och Requiem lär stämma bättre överens med verkligheten.
Filmen tilldelades sammanlagt 16 priser vid olika filmfestivaler runtom i världen, bland annat ett silver pris för Bästa film vid Tyska filmpriset (2006) och Bästa kvinnliga huvudroll vid Tallinn Black Nights Film Festival.

## Rollista i urval
- Sandra Hüller - Michaela Klingler
- Burghart Klaußner - Karl Klingler
- Imogen Kogge - Marianne Klingler
- Anna Blomeier - Hanna Imhof
- Nicholas Reinke - Stefan Weiser
- Jens Harzer - Martin Borchert
- Walter Schmidinger - Gerhard Landauer